# Трифенилбромогерман
Трифенилбромогерман — элементоорганическое вещество, бром- и арилпроизводное
германия с формулой Ge(C6H5)3Br,
бесцветные кристаллы,
разлагается в воде.

## Получение
- Действие брома на тетрафенилгерманий:

{\displaystyle {\mathsf {Ge(C_{6}H_{5})_{4}+Br_{2}\ {\xrightarrow {130^{o}C}}\ Ge(C_{6}H_{5})_{3}Br+C_{6}H_{5}Br}}}

## Физические свойства
Трифенилбромогерман образует бесцветные кристаллы.
Медленно гидролизуется в воде.
Растворяется в хлороформе, тетрахлорметане, толуоле.

## Химические свойства
- Медленно гидролизуется водой (быстро в щелочах):

{\displaystyle {\mathsf {2Ge(C_{6}H_{5})_{3}Br+H_{2}O\ {\xrightarrow {}}\ [Ge(C_{6}H_{5})_{3}]_{2}O+2HBr}}}